# NGC 3853
NGC 3853 est une galaxie elliptique située dans la constellation du Lion. NGC 3853 a été découverte par l'astronome germano-britannique William Herschel en 1783.

## Caractéristiques
Sa vitesse par rapport au fond diffus cosmologique est de 3 647 ± 24 km/s, ce qui correspond à une distance de Hubble de 53,8 ± 3,8 Mpc (∼175 millions d'al).
À ce jour, deux mesures non basées sur le décalage vers le rouge (redshift) donnent une distance de 53,900 ± 3,960 Mpc (∼176 millions d'al), ce qui est à l'intérieur des valeurs de la distance de Hubble.

## Groupe de NGC 3800
La galaxie NGC 3853 fait partie du groupe de NGC 3800. Ce groupe de galaxies compte au moins 16 membres. Les autres galaxies du New General Catalogue de ce groupe sont NGC 3768, NGC 3790, NGC 3799, NGC 3800, NGC 3801, NGC 3802, NGC 3806 et NGC 3827. Les autres galaxies du groupe sont UGC 6631, UGC 6653, UGC 6666, UGC 6794, MCG 3-30-33 et MCG 3-30-38.
Abraham Mahtessian mentionne aussi l'existence de ce groupe, mais seules les galaxies NGC 3768, NGC 3790, NGC 3801 et NGC 3827 y figurent. La galaxie NGC 3853 figure dans l'article de Mahtessian, mais sous une autre entrée où elle forme une paire de galaxie avec UGC 6666, désigné comme 1139+1618 (CGCG 1139,7+1648). De même, les galaxies NGC 3799 et NGC 3800 figurent aussi sous une autre entrée dans cet article comme une paire de galaxies.
La galaxie PGC 213877 voisine de NGC 3853 sur la sphère céleste est un peu plus éloignée de la Voie lactée que les autres galaxies du groupe. Sa distance est de 62,0 ± 4,4 Mpc (∼202 millions d'al) Elle ne forme donc pas une paire avec NGC 3853, mais on peut affirmer qu'elle est à proximité du groupe de NGC 3800 dont la distance moyenne de ses galaxies à la Voie lactée est de 53,7 Mpc.